# Fleur Delacour
Fleur Delacour este un personaj fictiv din seria Harry Potter de J. K. Rowling.

## În cartea a patra
Este studentă la Academya Beauxbatons în Franța și  este selectată ca și campion în Turnirul celor trei vrăjitori. Mama ei este fiica unei Iele(Veela în engleză) din această cauză Fleur și sora ei mai mică Gabrielle Delacour, au părul blond-argintiu, ochii albaștrii, arată bine și au abilitatea de a seduce oamenii. În timpul Turnirului, Fleur Delacour este neprietenoasă. În timpul celei de-a doua probe din Turnir , ea încearcă să o salveze pe sora ei din lac, dar dă greși. Atunci când Harry o salvează pe Gabrielle în schimb, Fleur devine mult mai caldă cu Harry și Hogwarts în general. Fleur Delacour ocupă ultimul loc în Turnir din cauza că a fost împietrită de deghizatul Devorator ai Morții Barty Crouch Jr când aceasta trecea prin zona supravegheată de el. În timpul Turnirului ea face cunoștință cu Bill Weasley care o angajează la același lucru pentru următorul an la Gringotts.

## În cartea a șasea
Bill Weasley este atacat de vârcolacul Fenrir Greyback aproape de sfârșitul Harry Potter și Prințul semipur. Cu toate acestea, deoarece Greyback era în forma sa umană, în momentul atacului, Bill Weasley suferă doar de parțiale transformări în vârcolac. În planurile de nuntă este neschimbată; această atitudine câștigă mult respect față de Bill, dar e dezaprobată de familie.

## În cartea a șaptea
În Harry Potter și Talismanele Morții,  Fleur și Bill iau parte la operațiunea de escortă a lui Harry la vizuină și sunt martori la moartea lui Ochi-nebun Moody fiind ucis de Cap-de-Mort însuși. Cuplul își face nunta la vizuină, dar a fost întrerupt când Devoratorii Morții au atacat din cauză că Ministerul Magiei a căzut. Aceștia au oferit refugiu în casa lor trioului printer care se mai aflau și un spiriduș mort, 3 oameni și un goblin cu numele Socotici care au scăpat de la casa lui Reacredință. Ambii Bill și Fleur sunt combatanți ai Ordinului în Bătălia de la Hogwarts și au supravețuit luptei. Cuplul a avut trei copii:Victorie, Dominique și Louis.